# Halehjulsfly
Halehjulsfly bliver også refereret til som fly med konventionelt understel, da dette var den mest brugte konfiguration på tidligere fly. Halehjul betegner fly med et lille hjul bagerst under halen, foruden hovedhjulene under flykroppen/vingerne. I dag benytter næsten alle flyproducenter et næsehjul forrest til at styre med på jorden. De første fly havde haleslæbere i stedet for halehjul.
Fordelene ved halehjul er lavere vægt, og dermed større nyttelast, bedre stabilitet ved landing i sidevind samt et mere robust understel ved landing på grusbaner eller andre ujævne overflader. Op til 2. verdenskrig var flyvepladser ofte ikke andet end græsmarker, og det stærke landingsstel var her en fordel. Motorerne var heller ikke så kraftige som på senere fly, så den lavere vægt tillod længere rækkevidde og/eller større nyttelast. Ulempen opstår ved selve landingen og kørsel på jorden. Her har halehjulsflyene en tendens til at ville vende rundt i et såkaldt ground loop, hvor halen forsøger at komme foran næsen, hvilket kan resultere i store skader ved høj fart. Derudover befinder næsen ved lav hastighed sig længere oppe, hvilket gør det sværere for piloten at se fremad på jorden, især ved enmotorede fly. Man ser ofte halehjulsfly taxie (køre på jorden) i en slalom-bevægelse for at piloten kan se fremad gennem sideruden.
Da langt de fleste fly i dag er udstyret med næsehjul, kræver det ekstratræning med en instruktør for at få lov til at flyve et halehjulsfly.